# United States Postal Inspection Service

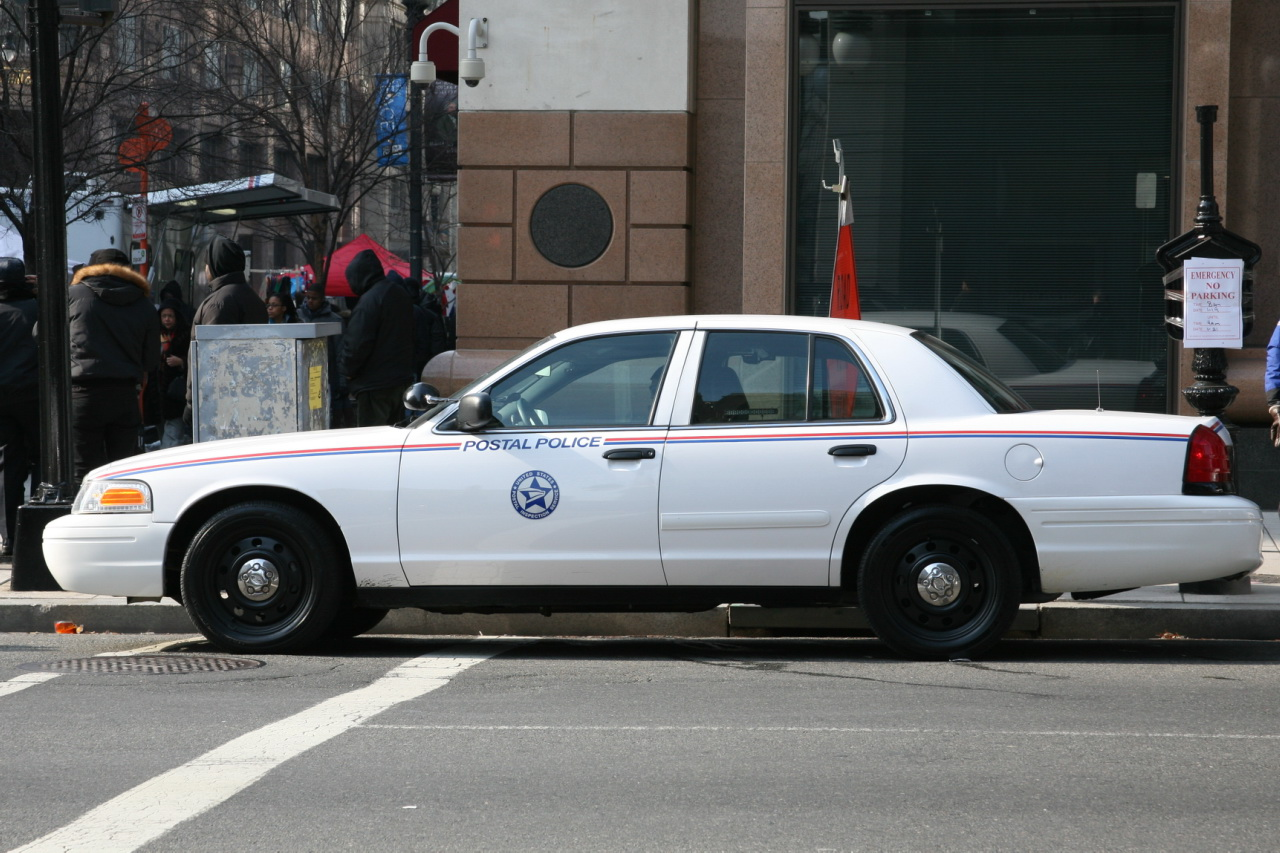
Dienstfahrzeug des USPIS

Der United States Postal Inspection Service (USPIS) ist eine mit Polizeibefugnissen versehene Behörde des United States Postal Service (USPS). Die Bundesbehörde wurde 1772 gegründet. Ihre Aufgabe ist die Kriminalitätsbekämpfung und -prävention im Zusammenhang mit Postsendungen (Missbrauch), dem Postsystem und den Mitarbeitern.
Das Motto lautet Preserving the Trust.

## Geschichte
Der Postmaster General Benjamin Franklin berief 1772 noch unter britischer Herrschaft einen surveyor zur Kriminalitätsbekämpfung und -prävention im Zusammenhang mit Postsendungen. 1801 wurde die Bezeichnung surveyor in special agent geändert. Ab 1830 waren die special agents im Office of Instructions and Mail Depredations zusammengefasst. Die heutige Bezeichnung stammt aus dem Jahr 1880.

## Ausstattung und Organisation
Die Behörde mit Sitz in Washington, D.C. hat 4.000 Mitarbeiter, davon sind 2.000 Ermittlungsbeamte. Neben den regionalen Abteilungen (divisions) gibt es eine uniformierte Abteilung (armed uniformed division) und Kriminallabore.
Behördenleiter ist ein Chief Postal Inspector, seit März 2019 Gary R. Barksdale. Er ist dem United States Postmaster General berichtspflichtig. Zugleich ist er Chairman of the Universal Postal Union’s Postal Security Group.